# Camponotus etiolipes
Camponotus etiolipes é uma espécie de inseto do gênero Camponotus, pertencente à família Formicidae.